# Skaningowy transmisyjny mikroskop elektronowy
Skaningowy transmisyjny mikroskop elektronowy STEM (ang. Scanning transmission electron microscopy) - zasada działania mikroskopu jest analogiczna do zasad panujących przy obserwacji próbki pod SEM, tyle, że detektor znajduje się pod transparentną próbką (cienka folia).

## Podstawy fizyczne
Z działa elektronowego emitowane są elektrony, które są formowane przez układ soczewek kondensora i obiektywu padają na specjalnie przygotowaną próbkę; skanującej jej powierzchnię. Część elektronów przechodzi przez cienką folię i trafia do jednego z dwóch typów detektorów. Rozdzielczość zależy głównie od średnicy padającej wiązki elektronów (standardowo rzędu nm).

## Obserwacja STEM
Skaningowy transmisyjny mikroskop elektronowy umożliwia wykorzystanie kontrastu dyfrakcyjnego. Jest to tzw. obrazowanie w jasnym polu i jest przeprowadzane przy pomocy osiowo położonego detektora, który zbiera elektrony rozproszone pod małymi kątami.
Obrazowanie w ciemnym polu wykorzystuje rozpraszanie niekoherentne i odbywa się przy pomocy detektora pierścieniowego, który zbiera elektrony rozproszone pod dużymi kątami. W tym przypadku intensywność obrazu jest praktycznie proporcjonalna do kwadratu liczby atomowej Z. Wykorzystuje się to w przypadku obrazowania w bardzo dużej rozdzielczości faz różniących się składem chemicznym. Efekt ten jest nazywany kontrastem Z.
Uzyskanie wysokiej próżni dla poprawnej obserwacji przy pomocy STEM jest konieczne.

## Aparatura
Standardowa aparatura wykorzystywana w metodach STEM musi zawierać:
- źródło wiązki pierwotnej (działo elektronowe)
- detektor zależy od wybranej metody
- układ próżniowy
- układ zasilający i chłodzący